# Quercus fulva
Quercus fulva är en bokväxtart som beskrevs av Frederik Michael Liebmann. Quercus fulva ingår i släktet ekar, och familjen bokväxter. IUCN kategoriserar arten globalt som livskraftig. Inga underarter finns listade.